# Anthidium vigintiduopunctatum
Anthidium vigintiduopunctatum là một loài Hymenoptera trong họ Megachilidae. Loài này được Friese mô tả khoa học năm 1904.